# Petersius
Petersius é um género de peixe da família Alestidae.
Este género contém as seguintes espécies:
- Petersius conserialis